# Agnès Buzyn
Agnès Buzyn (Parijs, 1 november 1962) is een Franse arts en hoogleraar die minister van Solidariteit en Gezondheid van 17 mei 2017 tot 16 februari 2020 in de regering-Philippe I en II was. Zij is lid van La République en marche ! (LREM).

## Levensloop
Ze stamt uit een Pools-Joodse familie. Een oom van haar werd in oktober 1940 door de nazi's gefusilleerd. Haar grootouders en haar vader (toen vijftien jaar oud) werden gedeporteerd naar Auschwitz. Haar grootouders overleefden het niet.
Haar vader, Elie Buzyn, overleefde en trok eerst naar Israël om zich vanaf 1956 in Frankrijk te vestigen. Hij werd er arts, chirurg gespecialiseerd in orthopedie. Haar moeder, Etty Buzyn, werd psychologe, psychoanalytica en schrijver.
Ze trouwde met advocaat Pierre Veil, zoon van Simone Veil en ze kregen drie kinderen. Ze trad in een tweede huwelijk met Yves Lévy, directeur-generaal bij het Nationaal Instituut voor de gezondheid en het medisch onderzoek (INSERM).
Arts geworden na universitaire studies in de Elzas, specialiseerde ze bij de grote ziekenhuizen in Parijs en bij de universiteit. Ze werkte in het Neckerziekenhuis, waar ze verantwoordelijk was voor de intensieve zorgen bij hematologie en transplantatie van ruggenmerg (1992-2011). Ze doceerde hematologie, immunologie van tumoren en transplantatie aan verschillende Parijse universiteiten om uiteindelijk hoogleraar hematologie te worden aan de Université Pierre-et-Marie-Curie.
Haar talrijke wetenschappelijke publicaties hebben betrekking op de transplantatie van het ruggenmerg en op leukemie.
Ze leidde van 2002 tot 2009 een groep in het Institut Cochin - Parijs V, binnen het Nationaal Instituut voor de gezondheid en het geneeskundig onderzoek, die zich wijdde aan de immunologie van tumoren.
Daarbij was ze:
- raadslid in de Medische en Wetenschappelijke Raad bij het Agentschap voor Biogeneeskunde;
- lid van de wetenschappelijke raad van het Frans Instituut voor het bloed;
- voorzitter van de Wetenschappelijk Raad bij de Franse vereniging voor mergtransplantatie en cellentherapie;
- voorzitter van de raad van bestuur (2008-2013) van het Instituut voor radioprotectie en nucleaire veiligheid;
- lid (vanaf 2009) van het Comité voor atoomenergie bij het Commissariaat voor atoomenergie en alternatieve energieën;
- bestuurder (vanaf 2009) van het Nationaal Kankerinstituut, vicevoorzitter vanaf 2010 en voorzitter vanaf 2011;
- voorzitter van de Hoge raad voor de gezondheid (2016).

## Minister voor de Solidariteit en de Gezondheid
Op 17 mei 2017 werd ze benoemd tot minister voor Volksgezondheid en Solidariteit in de regering-Philippe I, een functie die ze behield tot 16 februari 2020.

## Gemeenteraadsverkiezingen Parijs
Op 16 februari 2020 werd ze lijsttrekker van de lijst LREM voor de gemeenteverkiezingen 2020 in Parijs. Ze volgde Benjamin Griveaux op, die twee dagen voordien ontslag had genomen nadat een privé-videoopname was uitgelekt. Buzyn bleef steken in de eerste ronde.

## Stellingname
In 2013 stelde ze vragen rond de verplichting in 2011 ingevoerd door de Wet-Xavier Bertrand tot het publiek maken door alle openbare actoren in de gezondheidszorg, ter vermijding van ieder belangenconflict, van hun banden met de farmaceutische industrie, wat ze als een handicap beschouwde. Ze ondervond zelf problemen als bestuurder bij de laboratoria Novartis en Bristol-Myers Squibb.
- Gemeinsame Normdatei: 1219081469
- Système universitaire de documentation: 082099561
- Virtual International Authority File: 102145911201527062092
- WorldCat: E39PBJgXgB84KmpcgjpfxhjQv3